# 天降糖果雨
《天降糖果雨》是日本漫畫家竹串一本（たけぐし一本）（原作）和御手洗三大（作畫）創作的漫畫作品，日本於《週刊少年Jump》2021年20號開始連載，至2021年41號連載結束。單行本全3卷。
兩位作者的名稱皆為假名，是以日本甜點糰子為基礎取的名字。原作與作畫的名字意義分別為「一根竹籤」與「三顆糰子」。

## 故事大綱
「玩具玩具糖果」擁有讓人自由變出甜點的能力，使夢一般的故事化為了現實。結果，東京被摧毀了。
主角水瀨紬身為毀掉東京的元兇──棒棒糖的甜點使，想永遠保守這個秘密。然而，如果是在暴走的違法甜點使面前呢！？

## 登場人物
水瀬 紬（Minase Tsumugi）
本作主人公。喜歡零食的普通女高中生。長相可愛，也對自己的外貌極度有自信。學業成績優秀，班上的朋友也很多。
實際上是棒棒糖的甜點使，但與破壞東京的棒棒糖甜點使不是同一個人。為了避免被誤會而隱瞞身份。
三鳥 岬（Midori Misaki）
「食譜」的成員，一星，武器是一把叉子。
轉學到水瀬所在的一年C班，座位在水瀬後方。個性認真，即使是在特殊情況下，仍因為在走廊奔跑很危險而用走的。成績很差。
入江 桐花（Irie Touka）
「食譜」的成員，三星，香草冰淇淋的甜點使，武器是一把湯匙。食譜三星中最有可能打倒棒棒糖甜點使的王牌之一，也是食譜僅有的五位甜點使之一。
戴眼鏡的女性，高中二年級學生。看似精明，實際上有些冒失。
邀請水瀬加入「食譜」。
海野
食譜局長海野隆盛（Umino Takamori）的兒子。在食譜考試中，和水瀬組成雙人隊伍參加第一輪考試。
雨內
在水瀬參加食譜考試時擔任主考官。看起來沒有自信，卻非常嚴格。
岸崎
飛機頭的男性。水瀬的追求者，被拒絕了37次仍沒有放棄。

## 出版書籍
| 卷數 | 集英社 | 集英社        | 集英社                 |
| 卷數 | 副標題 | 發售日期      | ISBN                   |
| ---- | ------ | ------------- | ---------------------- |
| 1    |        | 2021年8月4日  | ISBN 978-4-08-882778-0 |
| 2    |        | 2021年10月4日 | ISBN 978-4-08-882837-4 |
| 3    |        | 2021年12月3日 | ISBN 978-4-08-882873-2 |

## 外部連結
- 天降糖果雨 《週刊少年Jump》官方網站 （页面存档备份，存于）
- 天降糖果雨的X（前Twitter）